# Julius Brandt
Pour les articles homonymes, voir Brandt.
Julius Brandt (né le 5 mars 1873 à Olmütz, mort le 26 décembre 1949 à Vienne) est un acteur, réalisateur et scénariste autrichien.

## Biographie
Fils d'un maître de chapelle, il reçoit une formation en chant et en théâtre. Il fait ses débuts en 1890 à Innsbruck. Il travaille ensuite à Klagenfurt et en 1892 au Königlich Städtischen Theater à Olmutz. Il va ensuite dans les théâtres de Dresde, Teplitz, Linz et Salzbourg.
À l'automne 1898, il apparaît pour la première fois à Vienne au Carltheater. En 1900, il joue au Deutsches Volkstheater de Hambourg, où il est finalement promu directeur de théâtre. En 1911, il retourne à Vienne en tant qu'acteur et directeur du cabaret Hölle. En 1912, il s'installe à la Residenzbühne.
Cette année, l'acteur de 39 ans fait ses débuts au cinéma dans la production Musikantenlene. Il déménage en Allemagne et essaie avec peu de succès de s'imposer avec la série criminelle Charly Bill. Bientôt, il n'a que des rôles de figuration puis de silhouette, de sorte que son objectif principal est le théâtre, où il travaille principalement en tant que metteur en scène.
En 1937, il retourne à Vienne et assume d'abord des rôles principaux dans le cinéma, par exemple dans Haydns letzter Besucher (1939) dans le rôle principal du compositeur. En tant qu'acteur important de l'État nazi, Brandt est inscrit dans la Gottbegnadeten-Liste. Il joue jusqu'à sa mort en 1949.

## Filmographie
- 1912 : Musikantenlene
- 1913 : Das Geheimnis der Lüfte (de)
- 1913 : Tabak und Liebe
- 1915 : Der Herr ohne Wohnung
- 1919 : Fidelio
- 1919 : Schönheitskonkurrenz
- 1919 : Die Madonna mit den Lilien
- 1919 : Pogrom
- 1919 : Wenn das Leben nein sagt
- 1919 : Menschen in Ketten
- 1919 : Manon. Das hohe Lied der Liebe
- 1919 : Im Dienste der Liebe
- 1919 : Die Sonne bringt es an den Tag
- 1919 : Das Fest der Rosella
- 1920 : Pension Lautenschlag
- 1920 : Der Gefangene
- 1920 : Die Frau im Himmel
- 1920 : Auri Sacra Fames
- 1920 : Tötendes Schweigen
- 1920 : Marionetten des Teufels
- 1920 : Die Dorfhexe
- 1921 : Um den Sohn
- 1921 : Die Geierwally
- 1921 : Weib und Palette
- 1923 : Bohème – Künstlerliebe
- 1923 : L'Évasion de Baruch
- 1925 : Der Herr ohne Wohnung
- 1926 : Das Geheimnis von St. Pauli
- 1927 : Les Tisserands
- 1927 : Ich habe im Mai von der Liebe geträumt
- 1927 : Frau Sopherl vom Naschmarkt
- 1927 : Das Geheimnis des Abbe X (aussi réalisation)
- 1927 : Die Geliebte des Gouverneurs
- 1928 : Herbstzeit am Rhein
- 1929 : Frühlingsrauschen
- 1929 : Das Schweigen im Walde
- 1930 : Zwei Welten
- 1930 : Menschen im Käfig
- 1931 : Mary
- 1931 : Eine Stunde Glück
- 1931 : Meine Frau, die Hochstaplerin
- 1931 : L'Affaire Pichler
- 1931 : Ein süsses Geheimnis
- 1931 : Le Grand Amour
- 1932 : Drei von der Stempelstelle
- 1932 : Der Feldherrnhügel
- 1932 : La Comtesse de Monte-Christo
- 1932 : Kreuzer Emden
- 1932 : Theodor Körner
- 1932 : Eine von uns
- 1932 : Der weiße Dämon
- 1932 : Thea, femme moderne
- 1933 : Die Herren vom Maxim
- 1933 : Die kleine Schwindlerin
- 1934 : Die Töchter ihrer Exzellenz
- 1934 : Der junge Baron Neuhaus
- 1936 : Sa Majesté se marie
- 1936 : Trois cœurs de jeunes filles
- 1936 : Standschütze Bruggler
- 1936 : Un rêve de mariage
- 1936 : Die Nacht mit dem Kaiser
- 1937 : Der Mann, von dem man spricht
- 1937 : Sottises (de)
- 1937 : Unentschuldigte Stunde
- 1937 : Musik für dich
- 1937 : Liebling der Matrosen
- 1938 : Spuk im Museum (seulement réalisation et scénario)
- 1938 : Kameraden auf See
- 1938 : Der Optimist
- 1938 : Andere Länder, andere Sitten
- 1939 : Effeuillons la marguerite
- 1939 : Das Ekel
- 1939 : Unsterblicher Walzer
- 1939 : Haydns letzter Besucher
- 1939 : Eine kleine Nachtmusik
- 1940 : Scandale à Vienne
- 1941 : La Perle du Brésilien
- 1941 : Le Chemin de la liberté
- 1941 : Der Meineidbauer
- 1941 : La Danse avec l'empereur
- 1942 : Der Fall Rainer
- 1942 : Rembrandt
- 1943 : Le Resquilleur (de)
- 1944 : La Femme de mes rêves
- 1945 : Am Abend nach der Oper
- 1947 : Seine einzige Liebe (aussi scénario)
- 1949 : Lambert fühlt sich bedroht
- 1949 : Liebe Freundin (de)
- 1949 : Eroïca